# Messenger (Meta)
|  | For andre betydninger, se Messenger |
Messenger er en instant messaging-app og -platform udviklet af Facebook, Inc (i dag Meta Platforms, Inc.). Messenger blev oprindeligt udviklet som Facebook Chat i 2008, før Facebook ændrede sine chat-tjeneste i 2010, og lancerede selvstændige Messenger-apps for både iOS og Android i august 2011. Senere lancerede Facebook en dedikeret Messenger-website (Messenger.com) hvor kommunikationen foregår adskilt fra selve Facebook. I april 2020 blev Messenger for Desktop lanceret, og er tilgængeligt i Microsoft Store og Mac App Store.
Brugere kan sende tekstbeskeder, multimedia og filer, samt interagere på andre brugere beskeder. Platformen understøtter også tale- og videosamtaler. I juli 2021 havde Messenger 1,3 milliarder aktive månedlige brugere.